# 里士满公园
列治文公園（英語：Richmond Park）是英国伦敦的御苑之一，占地2360英亩（9.55平方公里或3.69平方英里）。它是伦敦最大的皇家园林，英国第二大的有围墙的城市公园，仅次于伯明翰的萨顿公园。里士满公园内拥有超过六百只马鹿和黇鹿。
列治文公園内有一些著名的建筑，其中的10座建筑，以及公园的全部围墙，均为登录建筑。其中白屋（White Lodge）为皇家芭蕾舞学校所在地，年轻的芭蕾舞学生在此进行培训已经有多年。它最初是乔治一世的狩猎别墅。

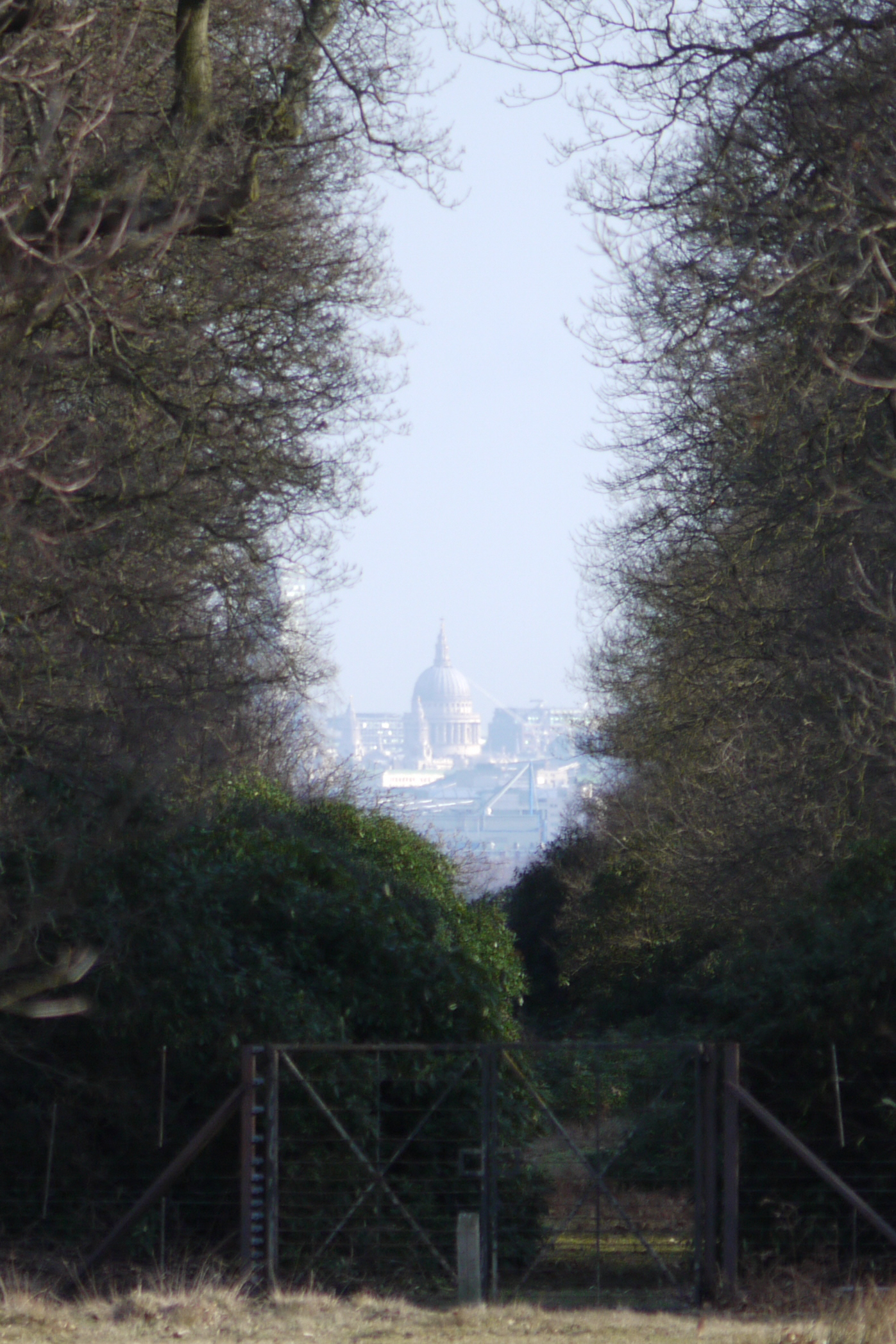
从国王亨利八世的土墩看圣保罗座堂

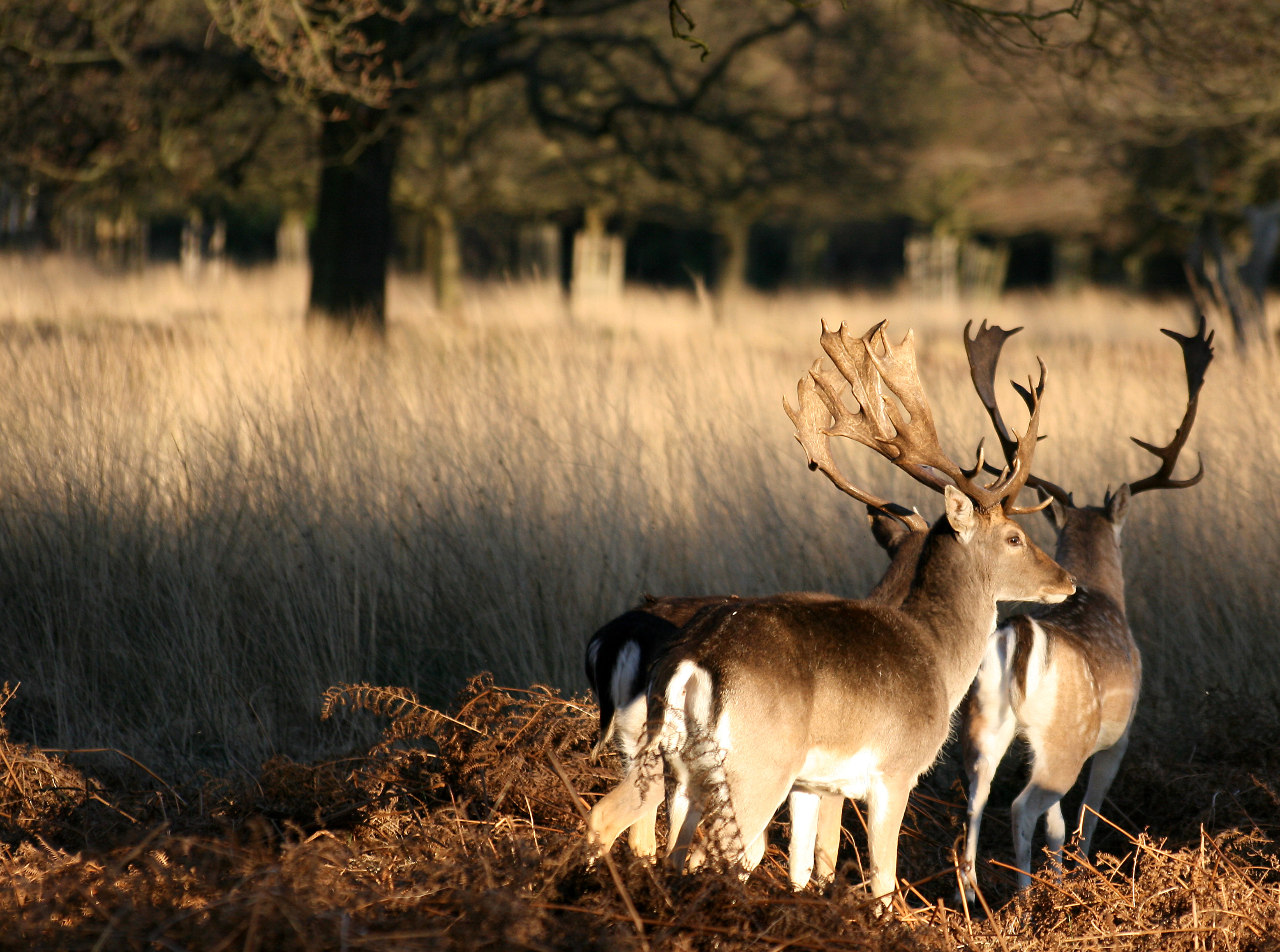
黇鹿

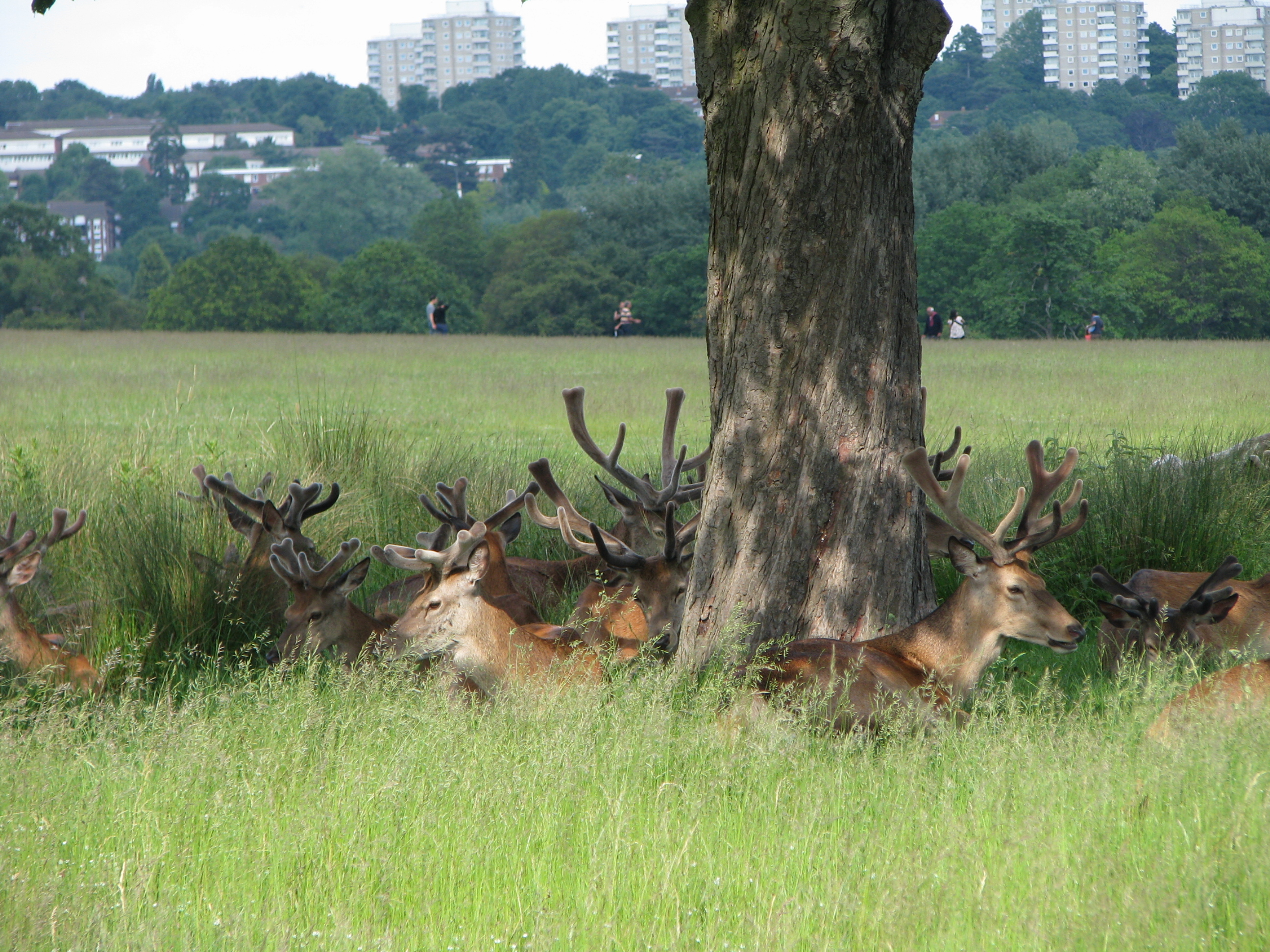
马鹿